# واشنطن لويز دي باولا
واشنطن لويز دي باولا (بالبرتغالية: Washington Luiz de Paula‏) هو لاعب كرة قدم برازيلي في مركز الوسط، ولد في 23 يناير 1953 في باورو في البرازيل، وتوفي بنفس المكان في 15 فبراير 2010. لعب مع نادي باهيا ونادي غواراني ونادي كوريتيبا ونادي كورينثيانز.

## وصلات خارجية
- واشنطن لويز دي باولا على موقع الاتحاد الدولي (مؤرشف)  (الإنجليزية)
- واشنطن لويز دي باولا على موقع عالم كرة القدم.نت (الإنجليزية)
- واشنطن لويز دي باولا على موقع أوليمبيديا (الإنجليزية)